# Manfred Faubel
Manfred Faubel (* 27. März 1944) ist ein deutscher Experimentalphysiker, der sich mit Molekularstrahlen und der Spektroskopie wässriger Oberflächen befasst. Er ist am Max-Planck-Institut für Dynamik und Selbstorganisation in Göttingen beschäftigt.
Faubel erhielt 1969 an der Universität Mainz sein Physik-Diplom mit einer Arbeit in Kernphysik, er war ab 1973 am Max-Planck-Institut für Strömungsforschung (heute MPI für Dynamik und Selbstorganisation) in Göttingen und wurde dort 1976 bei Jan Peter Toennies promoviert (Inelastische Streuexperimente zur Untersuchung der Rotations- und Vibrationsanregung von H2-Molekülen durch niederenergetische Li-Ionen). Er befasste sich damals mit Molekularstrahlexperimenten zur Untersuchung der Grundlagen der Molekül-Streuung.
Ab den 1980er Jahren experimentierte er mit freien flüssigen Vakuum-Oberflächen von Wasser und wässrigen Lösungen. Das Problem des hohen Dampfdrucks von Wasser und anderen Lösungsmitteln, die bis dahin die Möglichkeit von Vakuum-Experimenten als nicht praktikabel erscheinen ließen, wurde umgangen, indem mit dünnen Flüssigkeitsstrahlen bei hoher Fließgeschwindigkeit gearbeitet wurde (Durchmesser rund zehn Mikrometer, entsprechend der freien Weglänge der Moleküle). Er untersuchte die Oberflächen mit Photoelektronen-Spektroskopie mit Synchrotronstrahlungsquellen und verfolgte Anwendungen in der Massenspektrometrie von großen, biologisch interessanten Molekülen (Proteine, DNA) in wässrigen Lösungen, die mit Laser-Desorption aus dem Flüssigkeitsstrahl abgetrennt werden.
1989 erhielt Faubel den Stern-Gerlach-Preis.

## Schriften
- Untersuchung von elementaren Stoßvorgängen mit Molekularstrahlen, Physikalische Blätter, Band 45, 1989, S. 212–218, Online
- mit Siegfried Hess: Gase und Molekularstrahlen, in: Bergmann, Schaefer, Lehrbuch der Experimentalphysik, Band 5, Gase, Nanosysteme, Flüssigkeiten, De Gruyter 2006.